# Папаха
Папа́ха — мужской меховой (из овчины или каракуля) головной убор, распространённый у многих народов и народностей в мире, элемент военной формы одежды. Представляет собой высокую (до 18 см; реже — низкую) цилиндрическую шапку из меха с матерчатым дном (суконным верхом) или длинным колпаком. Форма этого головного убора разнообразна — цилиндрическая, полусферическая, с плоским дном и так далее.

## Этимология
По версии Большой советской энциклопедии, слово имеет тюркскую этимологию (от тюркского[какого?] папах).
Слово «папаха» является тюркизмом и по версии этимологического словаря Фасмера, где является заимствованием из азерб. papaq.
Прочно заимствование закрепилось в русском языке довольно поздно, так, в толковый словарь Даля слово было включено только в третьем издании, вышедшем уже после смерти Владимира Даля, в 1903-1909 гг. под редакцией И. А. Бодуэна де Куртене. Ранее по отношению к данному головному убору также применялись названия «шапка» и «колпак».

## Папаха как элемент национального костюма

### Кавказ
Папаха является неотъемлемой чертой (наряду с, например, черкеской) народного костюма народов Кавказа, о чём, в частности, упоминают русские литераторы XIX века. Меховая шапка (равно как и другие головные уборы, вроде низких шапочек или башлыка) является важнейшим элементом костюма кавказских народов, её важность вошла в идиоматику многих кавказских языков: известны такие пословицы, как «Шапку носят не для тепла, а для чести»; «Если голова цела, на ней должна была быть шапка» и так далее.
Папахи запечатлены на рисунках иностранцев уже XVII-XVIII вв., особенно на изображениях толпы. В XVIII-начале XIX вв. у адыгов была распространена низкая папаха с выпуклым, почти в виде валика меховым околышем, и плоским дном, иногда перекрещенным шнуром или галуном. Такой головной убор носился несколько набок. Чеченцы в 1820—1830-е годы носили папахи с очень выпуклым круглым верхом и довольно широким околышем. По воспоминаниям чеченских и карачаево-балкарских старожилов, записанных в конце XIX века, наиболее старой формой папах считались шапки с лохматой опушкой и выпуклым войлочным верхом, подобные шапки были настолько высокими, что верх наклонялся в сторону. Кроме того, меховые шапки встречались и у осетин, помимо описаний иностранцев, известны находки папах из погребений в наземных склепах, в основном относящимся к концу XVIII — начала XIX в. К середине XIX века папаха практически вытесняет бытовавшие до того на Кавказе изготавливавшиеся из ткани шапки разных видов, особенно бытовавшие среди знати.
В XIX веке кавказские папахи были как и в виде шапок с тканым верхом (четырёхклинным, из домотканого сукна или покупных тканей) и меховой (чаще всего овчинной) опушкой, так и сделанные целиком из меха. Праздничные папахи изготовлялись из каракуля (поэтому праздничные папахи назывались «бухарскими») и курпея — шерсти молодых ягнят. Кроме того, парадные папахи шили из овчины с шелковистым и длинным ворсом, а также из меха ангорских коз, что придавало им лохматый вид. В случае, если такая парадная папаха была в виде тканой шапки с опушкой, тогда выпуклый верх крылся суконным и бархатом, а иногда украшался галунами. Такая папаха была высокой, достигая высоту в 25-30 см. Праздничные папахи стремились приобрести для молодых юношей, их очень берегли, прикрывая платком; а при поездке в город или праздник в другое селение праздничную папаху везли с собой, а при въезде в поселение надевали, снимая соответственно более простую папаху или войлочную шляпу. Зимние и пастушьи папахи изготовлялись из овчины с длинным ворсом наружу, помимо того, что они обеспечивали бо́льшую теплоту, они также лучше защищали от дождя из снега, стекавших с длинного меха. Форма папах была весьма разнообразной, подчинявшаяся личным вкусам владельца, модных тенденций (о чём упоминает этнограф Вольдемар Пфафф), социальной принадлежности владельца и предназначения. Так, этнограф Савва Кокиев описывал папахи у осетин (каковым он был сам) следующим образом:

Зимою шляпы заменяются меховыми шапками, которые тоже чрезвычайно разнообразны, начиная от самых изящных и миниатюрных до самых грандиозных, как стог сена. Полнейшее приволье каждому.

Впрочем, наблюдается некоторая тенденция форм, характерных для определённых регионов. Цельномеховые папахи из овчины с длинным ворсом, высокие и конусовидной формы были распространены в XIX-начале XX в. у карачаевцев, кабардинцев, балкарцев, осетин и вайнахов. В то же время у вайнахов были известны высокие и прямые парадные курпейные папахи. Ареал же вышеупомянутых старинных высоких лохматых папахи с выпуклым войлочным верхом, равно как и степень распространения, доподлинно неизвестен. Парадные лохматые папахи из длинной овчины и ангорской шерсти бытовали у вайнахов, реже у кабардинцев и осетин, носили её и терские казаки. Прямая высокая парадная каракулевая папаха была распространена в Осетии, Кабарде, Адыгее и на равнинной части Чечни, и сравнительно редко в Ингушетии, Карачае, Балкарии и горной Чечне. Кроме того, присутствовали и некоторые возрастные различия — старики, а зачастую и дети, носили фасоны папах, уходившие из моды.
Изготовлением папах в городах и близлежащих районах занимались специальные мастера-скорняки, а в горах женщины сами шили папахи для своих мужчин-родственников.
В начале XX века в моду (главным образом в Адыгее и равнинной Осетии) у жителей городов и прилегающих поселений вошли невысокие каракулевые папахи, суживавшиеся кверху. После Первой Мировой войны по всему Кавказу, особенно среди молодёжи, распространилась кубанка (известная в Чечне под названием «карабинка») — низкая (высотой в 5-7 см) папаха с каракулевой и курпейной опушкой и плоским тканым верхом, донце кубанки кроилось из одного куска ткани. Появилась эта разновидность папахи, как уже ясно из названия, у кубанских казаков, и распространилась с запада Кавказа на восток. У молодёжи кубанка практически вытеснила более старые формы папах, а старики и горцы носили кубанки наряду со старыми типами.
С середины 1920-х годов в моду вошла папаха-«дагестанка», использовавшаяся в качестве праздничного головного убора. Она обладала плоским дном и высоким, намного бо́льшим по размеру меховым околышем, расширявшимся кверху. Образовывавшаяся прореха использовалась в качестве своего рода кармана, где могли храниться мелкие вещи. Данная разновидность папахи шилась исключительно из каракуля, серого, чёрного, коричневого и золотистого. Папахи последнего цвета наиболее ценились. Наиболее «дагестанки» были распространены в Чечено-Ингушетии, где околыш расширялся настолько, что иногда папаха была похожа на русский девичий венец, у не-вайнахов у «дагестанки» расширение было меньше. Подобные шапки изготавливались мастерами-специалистами (шапку шили почти по голове и потом пришивали околыш) и стоили очень дорого: перед войной хорошая «бухарская» (т. е. из коричневого каракуда) стоила до 3-4 тысячи рублей. В качестве повседневных в довоенном СССР носили более низкие кубанки с плоским тканым верхом и овчиной или курпейной опушкой, известные и до революции. Встречались и папахи, деланные полностью из овчины (особенно в кошах). Во время Великой Отечественной войны (и депортации некоторых кавказских народов в Среднюю Азию) появилась гибридная форма папахи с меховым донышком, расширявшимся кверху, но при взгляде сверху были видны науши, как у ушанки, притом их всегда завязывали наверху и никогда не опускали вниз. Подобная гибридная шапка носилась на Кавказе в послевоенные годы, но к концу XX столетия исчезла. После войны многие кавказцы (включая молодёжь, но особенно представители старшего поколения) носили каракулевую папаху в качестве праздничного или зимнего головного убора (во втором случае наряду с ушанкой; многие носили, в частности, папахи типа «дагестанки», но с меньшим расширением кверху и с более низким околышем, собственно сами «дагестанки» носили лишь отдельные старики), к нашему же времени папаха практически перестала употребляться в быту среди молодёжи и мужчин средних лет, оставшись однако, праздничным головным убором и одним из неотъемлемых элементов кавказской одежды.

### Средняя Азия
В Средней Азии папаха (тельпек) является национальным головным убором у туркмен.
Другая разновидность папахи, чугурма, известна и у хорезмийцев, которую они используют с древних времён.
Также папаха является частью народного костюма казахского племени алшын, проживающего в западном Казахстане. Алшынские папахи обычно изготавливаются из овчины или каракуля, украшаясь национальными орнаментами. Папахи символизируют принадлежность к роду и используются в праздничных и обрядовых мероприятиях.

### Европа
Схожие меховые шапки были известны и на территории Европы. У балканских народов аналогом папахи была кушма.

## Папаха как элемент военной формы одежды
На рубеже XVIII-XIX вв. казаки заимствовали папаху (трухменка) у туркмен Ставрополья, а также от кавказских народов, в результате папаха стала форменным головным убором во практически всех казачьих войсках, в середине-конце XIX века от Кубани, Кавказа и Подонья до Нижнего Поволжья и берегов реки Урал. Одними из первых в начале XIX века заимствовали кавказские линейные казаки. В Сибири казачьи папахи изготовлялись из длинного бараньего меха.
В русской армии прообразом папахи являлась меховая шапка, которую с 1817 года носили военнослужащие некоторых частей на Кавказе и в Средней Азии. Однако официально в качестве зимнего головного убора, да и то только в казачьих войсках, папаха была установлена лишь в 1855 году. В русской армии на 1910 год как головные уборы применялись следующие папахи:
1. папаха белая курпея — для чинов свиты, числящихся в казачьих войсках (приказы по Военному ведомству 1881 года, № 204 и 1882 года, № 90);
2. папаха конвоя Его Величества (приказ по Военному ведомству 1898 года, № 36);
3. папаха казачьего образца — для казачьих степных войск (приказы по Военному ведомству 1892 года, № 305 и 1909 года, № 518); у Уральского, Забайкальского, Амурского и Уссурийского войск — с длинным мехом;
4. папаха кавказская — для кавказских войск, Дагестанского конного полка и Осетинского конного дивизиона (приказ по Военному ведомству 1882 года, № 121);
5. папаха Туркменского конного дивизиона (приказ по Военному ведомству 1895 года № 318);
6. папаха Сибирских войск (приказ по Военному ведомству 1910 года, № 626).

Во время русско-японской войны 1904-1905 гг. папахи из чёрного бараньего меха носил весь личный состав действующей армии. Однако лишь в 1913 году папаха была введена для всего личного состава сухопутных войск Вооружённых сил. Папаха образца 1910/13 гг. в отличие от папахи времён русско-японской войны была уже, была раскладной (её подзатыльник отстёгивался) и в разложенном состоянии становилась подобием ушанки, защищая от непогоды уши и шею. Во время Первой Мировой войны папаха изготовлялась из серой смушки (при том солдаты носили папаха из поддельной смушки). Парадная папаха образца 1913 года была мерлушковая, серого цвета, притом папахи для нижних чинов изготовлялись из искусственного меха.
Папаха царской армии с нашитой спереди красной лентой была головным убором и у революционных солдат с 1917 года. Несмотря на введение приказами РВСР от 16 января (№ 116) и 8 апреля (№ 628) 1919 года нового зимнего головного убора — матерчатого шлема («Будёновка»), красноармейцы периода Гражданской войны использовали как папахи образца 1910 года, так и иные папахи, традиционно носившиеся народами Кавказа и Средней Азии. Приказ РВСР от 31 января 1922 года № 322 установил ношение военнослужащими Красной армии исключительно суконного зимнего шлема.
23 апреля 1936 года НКО СССР приказом № 67 объявил о введении для личного состава терских, кубанских и донских казачьих частей особого выходного (парадного) обмундирования с папахой, при этом кавказские казаки получили «осетинскую» папаху, названную в приказе «кубанкой», донские — традиционную. 10 июля 1940 года форменная одежда и знаки различия генералов и маршалов Советского Союза были приведены в постановлении СНК № 1221, а 25 октября приказом НКО СССР № 373 вводилось «Положение о форме одежды генералов Красной Армии», которым, как и маршалам, папаха утверждалась в качестве зимнего головного убора. 26 января 1943 года приказом НКО СССР № 40 папаха специального образца в качестве зимнего головного убора была введена и для полковников всех родов войск, заменив шапку-ушанку.
После Великой Отечественной войны папаха всё ещё входила в состав формы высшего офицерства: полковников, генералов и маршалов. Изготовлялись форменные папахи из каракуля, как правило, серого или серо-чёрного.
В феврале 1992 года папаха снова была отменена приказом главнокомандующего Вооружёнными силами СНГ № 50 «О временных изменениях военной формы одежды на период с 1992 по 1995 годы», согласно которому маршалы, генералы и полковники стали носить шапки-ушанки из каракуля серого цвета (для полковников — из цигейки).
Как головной убор генералов и полковников Вооруженных сил Российской Федерации папаха была введена указом Президента Российской Федерации от 08.05.2005 г. № 531, снова отменена указом Президента Российской Федерации от 31.07.2014 г. № 544.
В ВМФ для адмиралов (генералов) и капитанов первого ранга (полковников) вместо папахи установлен специальный головной убор (меховая шапка с козырьком) из чёрного каракуля.